# Lily Abegg
Lily Abegg (* 7. Dezember 1901 als Elisabeth Hermine Abegg in Hamburg; † 13. Juli 1974 in Samedan) war eine Schweizer Journalistin und Autorin.

## Leben
Lily Abegg wurde als Tochter eines Zürcher Kaufmanns in Hamburg geboren, wuchs jedoch zunächst in Japan auf. Sie besuchte die Deutsche Schule in Yokohama und nach Übersiedlung der Familie in die Schweiz das Freie Gymnasium in Zürich. Danach absolvierte sie ein Studium der Volkswirtschaft und Staatswissenschaften an der Universität Genf und der Universität Hamburg, das sie 1926 mit der Promotion zum Dr. rer. pol. abschloss.
Anschließend arbeitete Lily Abegg als Assistentin am Institut für Zeitungswissenschaften der Universität Heidelberg. Von 1930 bis 1933 gab sie in Berlin ihre eigene Zeitungskorrespondenz Academia heraus.
Ab 1936 war sie Korrespondentin der Frankfurter Zeitung und unter anderem in Japan und China tätig. 1946 arbeitete sie in der Redaktion der Weltwoche. Sie schrieb etwa für die FAZ und mehrere Zeitungen der Schweiz. Außerdem verfasste sie mehrere Sachbücher, in denen sie ihre Erfahrungen verarbeitete, wie beispielsweise Chinas Erneuerung (1940) und Ostasien denkt anders. Versuch einer Analyse des west-östlichen Gegensatzes (1949).
Nach Kriegsende und der Niederlage Japans wurde Abegg als Kriegsverbrecherin im Sugamo-Gefängnis inhaftiert, nachdem man sie, wie sich später herausstellte, fälschlicherweise für die Tokyo Rose gehalten hatte.

## Schriften
- Yamato. Der Sendungsglaube des japanischen Volkes. 1936.
- Chinas Erneuerung. Der Raum als Waffe. 1940.
- Ostasien denkt anders. Versuch einer Analyse des west-östlichen Gegensatzes. 1949 (Neuausgabe 1970).
- Neue Herren in Mittelost. Arabische Politik heute. 1954.
- Im neuen China. 1957.
- Vom Reich der Mitte zu Mao Tse-tung. 1966.
- China und Vietnam, Herausforderung unseres Gewissens. 1967.
- Japans Traum vom Musterland. Der neue Nipponismus. 1973.